# Ciąg alkoholowy
Ciąg alkoholowy – picie alkoholu przez dwa lub więcej dni z rzędu.
Taki okres picia jest typowy dla przewlekłej fazy choroby alkoholowej. Występowanie ciągów alkoholowych naprzemiennie z różnej długości okresami abstynencji stanowi typowy element obrazu uzależnienia od alkoholu.
Ciąg alkoholowy definiuje się często jako stan odurzenia alkoholem dłużej niż 48 godzin – kilka dni, ale też wiele lat – nie pod naciskiem otoczenia (nie na pokaz). Picie ciągami charakteryzuje osoby uzależnione od alkoholu i jest dla wielu z nich odreagowaniem okresów całkowitego powstrzymywania się od alkoholu.
Niezależnie od tego, czy ciąg alkoholowy nastąpi u osoby uzależnionej, czy nieuzależnionej, może stanowić istotne zagrożenie dla zdrowia, a nawet życia. Ciąg ten może zostać przerwany bez pomocy lekarskiej, w ambulatorium lub na drodze hospitalizacji, w zależności od nasilenia alkoholowych objawów abstynencyjnych.
Za przedłużanie się czasu trwania ciągu alkoholowego odpowiadają między innymi objawy abstynencyjne (niepokój, lęk, drżenia, wymioty, wzmożona potliwość, zaburzenia snu, halucynacje), wynikające ze zmniejszania się zawartości alkoholu w organizmie. Świadomość, że spożycie alkoholu umożliwi złagodzenie lub usunięcie objawów alkoholowego zespołu abstynencyjnego, oraz głód alkoholowy skłaniają alkoholika do kontynuowania picia.